# Atethmia lutea
Atethmia lutea là một loài bướm đêm trong họ Noctuidae.